# Eupithecia ochralba
Eupithecia ochralba là một loài bướm đêm trong họ Geometridae.